# Synodontis violacea
Synodontis violacea är en fiskart som beskrevs av Pellegrin, 1919. Synodontis violacea ingår i släktet Synodontis och familjen Mochokidae. IUCN kategoriserar arten globalt som livskraftig. Inga underarter finns listade i Catalogue of Life.